# Rua Uruguaiana

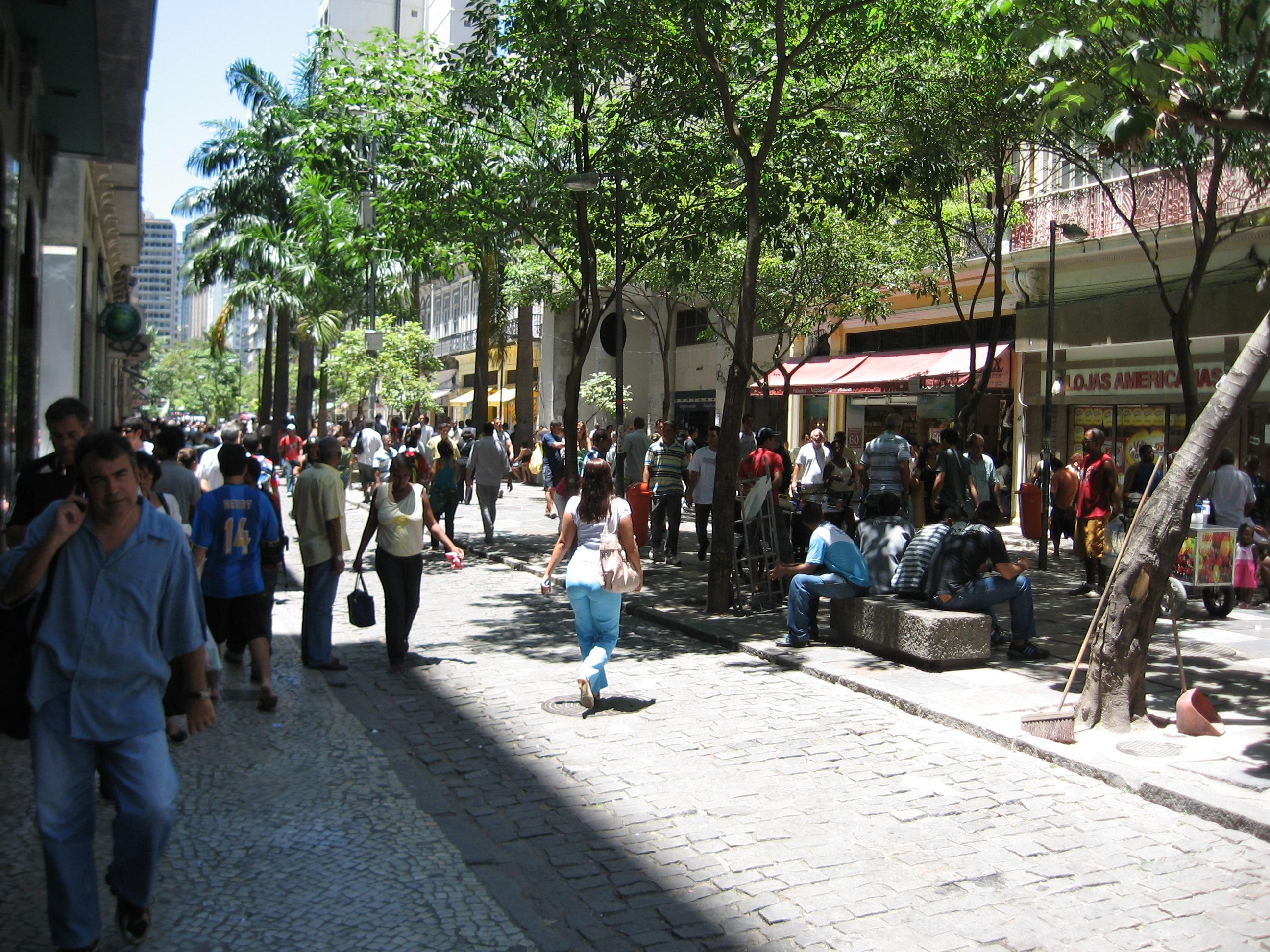
Rua Uruguaiana em 2011.

A Rua Uruguaiana é um logradouro do Centro da cidade do Rio de Janeiro, no Brasil. Liga a Avenida Presidente Vargas ao Largo da Carioca. Na rua, localiza-se a Igreja de Nossa Senhora do Rosário e São Benedito. Também localiza-se o Mercado popular da Uruguaiana, bem como a entrada para a Estação Uruguaiana do metrô.

## História

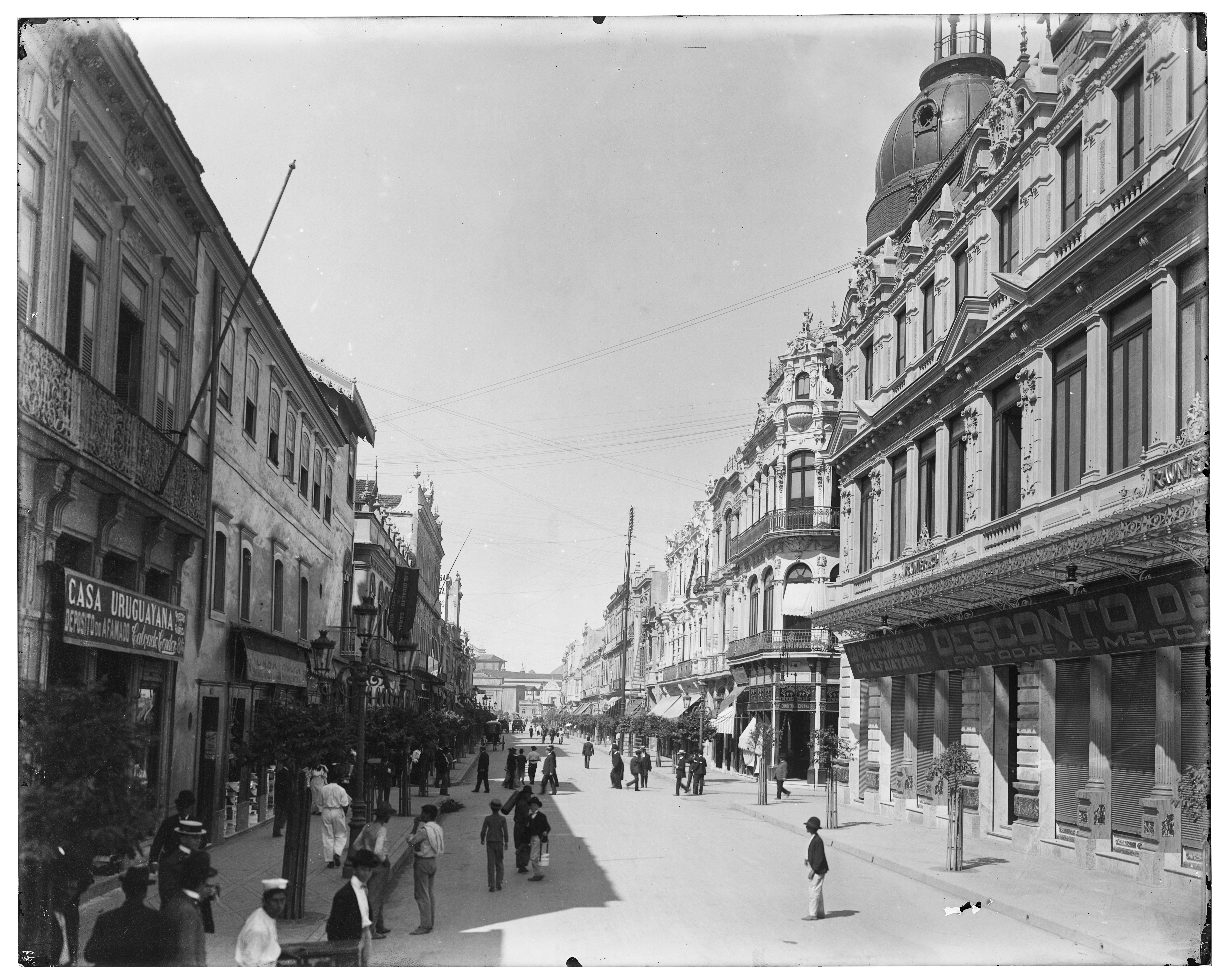
Rua Uruguaiana; ao fundo, o Chafariz do Largo da Carioca, entre 1885 e 1895.

O nome original da rua foi "Rua da Vala", por ter se formado seguindo o trajeto de uma vala que havia sido construída no século XVII pelos monges franciscanos para escoar o transbordamento da Lagoa de Santo Antônio (que se localizava no atual Largo da Carioca) até o mar, na abertura entre os morros da Conceição e de São Bento.

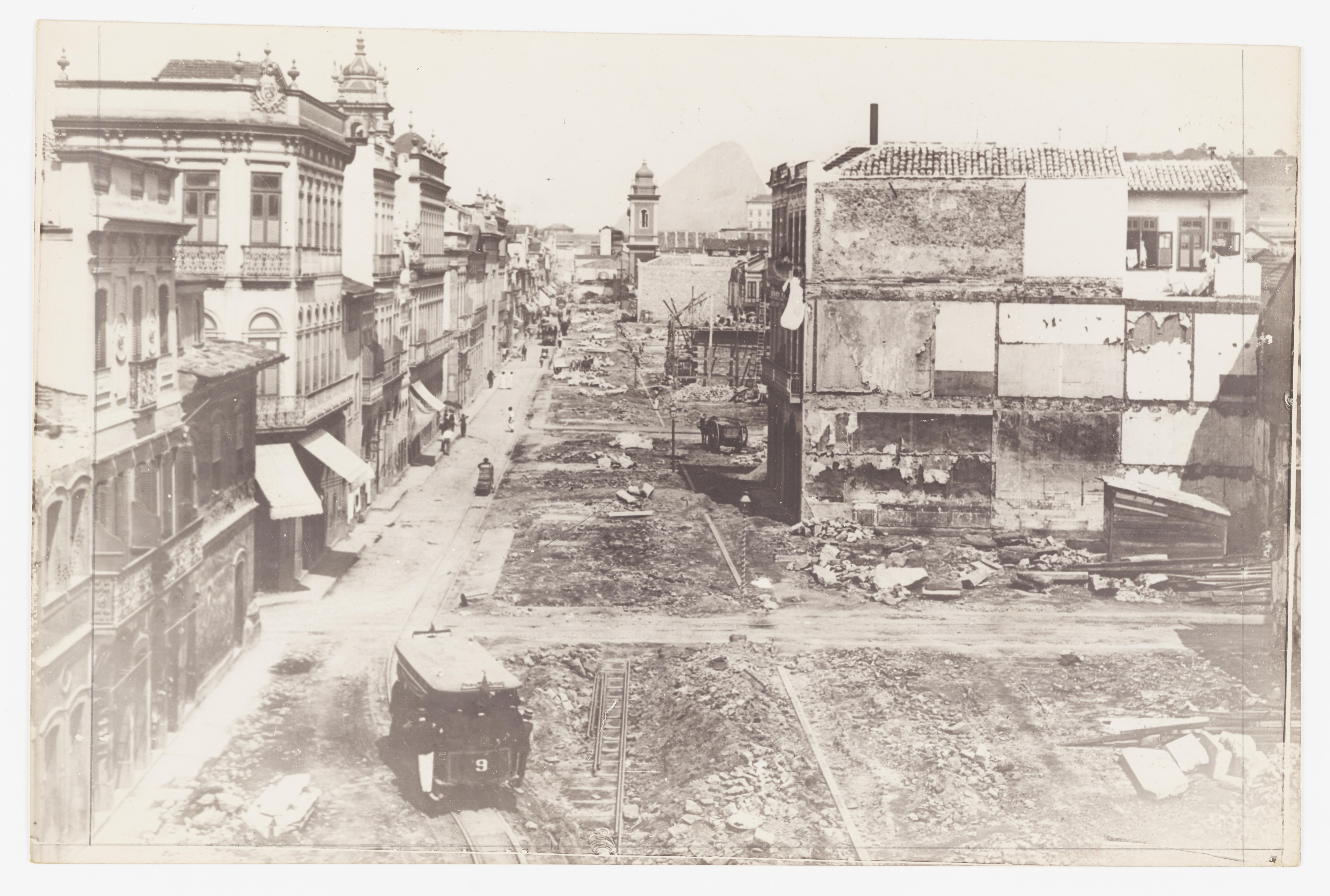
Alargamento da rua em 1905, durante a reforma urbana de Pereira Passos.

O nome da rua mudou para "Rua Uruguaiana" em 1865, em comemoração à retomada brasileira da cidade homônima no mesmo ano durante a Guerra do Paraguai (1864-1870).
Em 1994, o prefeito César Maia inaugurou, na rua, o Mercado popular da Uruguaiana (o popular "camelódromo da Uruguaiana") para abrigar os vendedores ambulantes da região. Devido à venda ilegal de produtos piratas, contrabandeados e falsificados no local, algumas vezes ocorrem operações da polícia no mercado.